# Libanon i olympiska vinterspelen 1988
Libanon deltog med fyra deltagare vid de olympiska vinterspelen 1988 i Calgary. Ingen av landets deltagare erövrade någon medalj.